# اواس‌پی
اواس‌پی ((به انگلیسی: Operating System Projects (OSP)) محیطی برای پروژه‌های سیستم‌عامل و یک آموزش سیستم‌عامل طراحی شده برای فراهم آوردن محیطی برای معرفی یک دوره آموزش در سیستم‌های عامل است.

## منبع
- Kifer, Michael; Smolka, Scott A.; Wesley, Addison (1991). OSP: An Environment for Operating System Projects. pp. 86.